# Воронков, Андрей Геннадьевич
Андрей Геннадьевич Воронков (19 мая 1967, Славск) — советский и российский волейболист, мастер спорта СССР (1986), волейбольный тренер. Главный тренер мужской сборной России в 2013—2015 годах, заслуженный тренер России (2013).

## Биография

### Игровая карьера
Андрей Воронков начинал заниматься волейболом в Литовской ССР, в 1984 году дебютировал в составе вильнюсской «Куроаппаратуры». В 1986 году, выступая за сборную Литовской ССР, выиграл бронзовую медаль на летней Спартакиаде народов СССР, получил вызов в молодёжную сборную Советского Союза, в составе которой стал бронзовым призёром чемпионата мира в Бахрейне (1987).
Впоследствии играл в московском ЦСКА, ростовском СКА и нижневартовском «Самотлоре». В 1993 году завоевал Кубок России, а в 1994-м — бронзу чемпионата России и серебро Кубка европейской конфедерации волейбола. В 1995 году отправился в Турцию, где подписал контракт со стамбульским «Неташем», главным тренером которого работал Геннадий Паршин.
Будучи игроком «Неташа», 31-летний Андрей Воронков в 1998 году был вызван в сборную России и дебютировал в национальной команде 5 июня в Москве во встрече Мировой лиги со сборной Югославии. Комментируя появление Воронкова в сборной, её главный тренер Геннадий Шипулин отмечал высокую работоспособность и необходимые команде опыт, сильный и спокойный характер спортсмена. В ряде матчей Воронков играл на позиции либеро, несмотря на рост 204 см и то, что за годы клубной карьеры зарекомендовал себя универсальным атакующим игроком, способным сыграть как в амплуа центрального блокирующего, так и на позиции нападающего второго темпа. На «Финале четырёх» Мировой лиги в Милане сборная России заняла 2-е место, проиграв в круговом турнире будущему победителю — сборной Кубы. В том же 1998 году Андрей Воронков играл в амплуа либеро на чемпионате мира в Японии, где сборная России стала пятой. Всего за сборную провёл 26 игр, заработав в них 16 очков и 22 отыгранные подачи.
В составе «Неташа» Воронков выиграл три чемпионата и три Кубка Турции (1997—1999), в 1997 году стал финалистом Кубка европейской конфедерации волейбола. В 2002 и 2004 годах побеждал в чемпионатах Турции с клубом «Эрдемирспор» (Эрегли). После девяти сезонов в Турции вернулся в нижневартовский «Самотлор», где в 2006 году завершил игровую карьеру.

### Тренерская карьера

#### Работа в клубах
В 2006 году Андрей Воронков был приглашён в только что созданный клуб «Динамо-Янтарь» на должность старшего тренера, помощника Юрия Панченко. Калининградский коллектив в сезоне-2006/07 занял 6-е место в чемпионате России, а по итогам следующего сезона стал 11-м и покинул Суперлигу.
В сезоне-2008/09 работал главным тренером кемеровского «Кузбасса», впервые участвовавшего в чемпионате России и занявшего третье место в турнире команд высшей лиги «А».
С июня 2009 года по апрель 2016 года возглавлял новосибирский «Локомотив». В первом же сезоне под руководством Воронкова железнодорожники повторили лучший результат в чемпионате Суперлиги (4-е место), а также дошли до финала Кубка России. В 2010 и 2011 годах Андрей Воронков приводил «Локомотив» к победам в Кубке России, благодаря которым новосибирская команда получала возможность выступать в Лиге чемпионов, где в сезоне-2011/12 добралась до «раунда шести», а в следующем году заняла первое место в группе предварительного этапа, была объявлена организатором финального раунда и, обыграв в Омске казанский «Зенит» и итальянский «Кунео», завоевала титул сильнейшей команды Европы. В сезоне-2013/14 «Локомотив» впервые в своей истории завоевал серебряные медали чемпионата России. После сезона 2015/16, в котором «Локомотив» занял лишь 6-е место, Андрей Геннадьевич подал в отставку и заявил: «Шестое место нынешнего сезона — не то, которое устраивает в первую очередь меня, и, разумеется, всех остальных. Я объявляю о своей отставке, думаю, это пойдёт на пользу всем в плане развития».
В сезоне-2016/17 Андрей Воронков возглавлял краснодарское «Динамо». В июне 2017 года из-за финансовых трудностей руководство клуба отказалось от дальнейших выступлений в Суперлиге.
Весной 2018 года стал главным тренером новообразованного калининградского «Локомотива», впервые в карьере взяв руководство женской командой. Привёл её к победам в чемпионатах России (2020/21, 2021/22), серебряным медалям национальных чемпионатов (2018/19, 2019/20) и Суперкубку страны (2019).
30 мая 2022 года постановлением Исполкома Всероссийской федерации волейбола (ВФВ) на основании решения Дисциплинарной комиссии Андрей Воронков был дисквалифицирован на два года на все соревнования под эгидой ВФВ за оскорбительную реплику по отношению к игроку «Уралочки»-НТМК Айламе Сесе, произнесённую в одном из тайм-аутов решающего матча финальной серии чемпионата России и вызвавшую впоследствии широкий общественный резонанс. 3 мая 2023 года Исполком ВФВ принял решение считать второй год дисквалификации условным и спустя месяц Воронков возглавил уфимский «Урал», однако в декабре 2023 года был отправлен в отставку. При нём команда не вышла в плей-офф Кубка России, а в чемпионате России проиграла семь из девяти матчей, занимая 13-е место в турнирной таблице.
30 мая 2024 года Воронков вновь возглавил калининградский «Локомотив» и в сезоне-2024/25 в третий раз выиграл с балтийской командой чемпионат России и впервые — Кубок страны.

#### Работа со сборными
В 2007 году Андрей Воронков возглавлял юниорскую сборную России на чемпионате Европы в Австрии (4-е место) и чемпионате мира в Мексике (9-е место).
29 марта 2013 года назначен главным тренером сборной России, сменив в этой должности Владимира Алекно. На заседании президиума Всероссийской федерации волейбола кандидатура Воронкова была поддержана единогласно.
Под руководством Андрея Воронкова сборная России в 2013 году завоевала золото Мировой лиги и одержала первую в постсоветской истории победу на чемпионате Европы. В том же сезоне российские волейболисты заняли второе место на Всемирном Кубке чемпионов.
В 2014 году российская команда стала пятой по итогам Мировой лиги и чемпионата мира, а со старта Мировой лиги-2015 потерпела 10 поражений подряд. 30 июня 2015 года Андрей Воронков подал в отставку со своей должности, и национальную команду вскоре вновь возглавил Владимир Алекно.
В августе 2017 года Андрей Воронков привёл старшую молодёжную сборную России к серебряным медалям чемпионата мира в Каире. В июле 2019 года выиграл первый титул с женской сборной командой — золото Универсиады в Италии.

### Личная жизнь
В 1994 году Андрей Воронков окончил факультет физического воспитания Ростовского государственного педагогического университета.
Жена, Светлана Анатольевна Воронкова — кандидат в мастера спорта по волейболу, старший тренер молодёжной команды калининградского «Локомотива». Дочь Ирина (род. 1995) — игрок «Локомотива» и сборной России, чемпионка Универсиады 2015 года. Дочь Анна (род. 1989) — победитель чемпионатов Московской области по классическому и пляжному волейболу в составе ВК «Олимпик» (Мытищи).